# Адолфо Сумелсу
Адолфо Бернабе Сумелсу (Буенос Ајрес, 5. јануара 1902 — Буенос Ајрес, 29. марта 1973) био је фудбалер из Аргентине и учесник Олимпијских игара.
Учествовао је и на првом светском првенству у фудбалу 1930. године, где је Аргентина заузела друго место иза Уругваја.